# Guy Rombouts

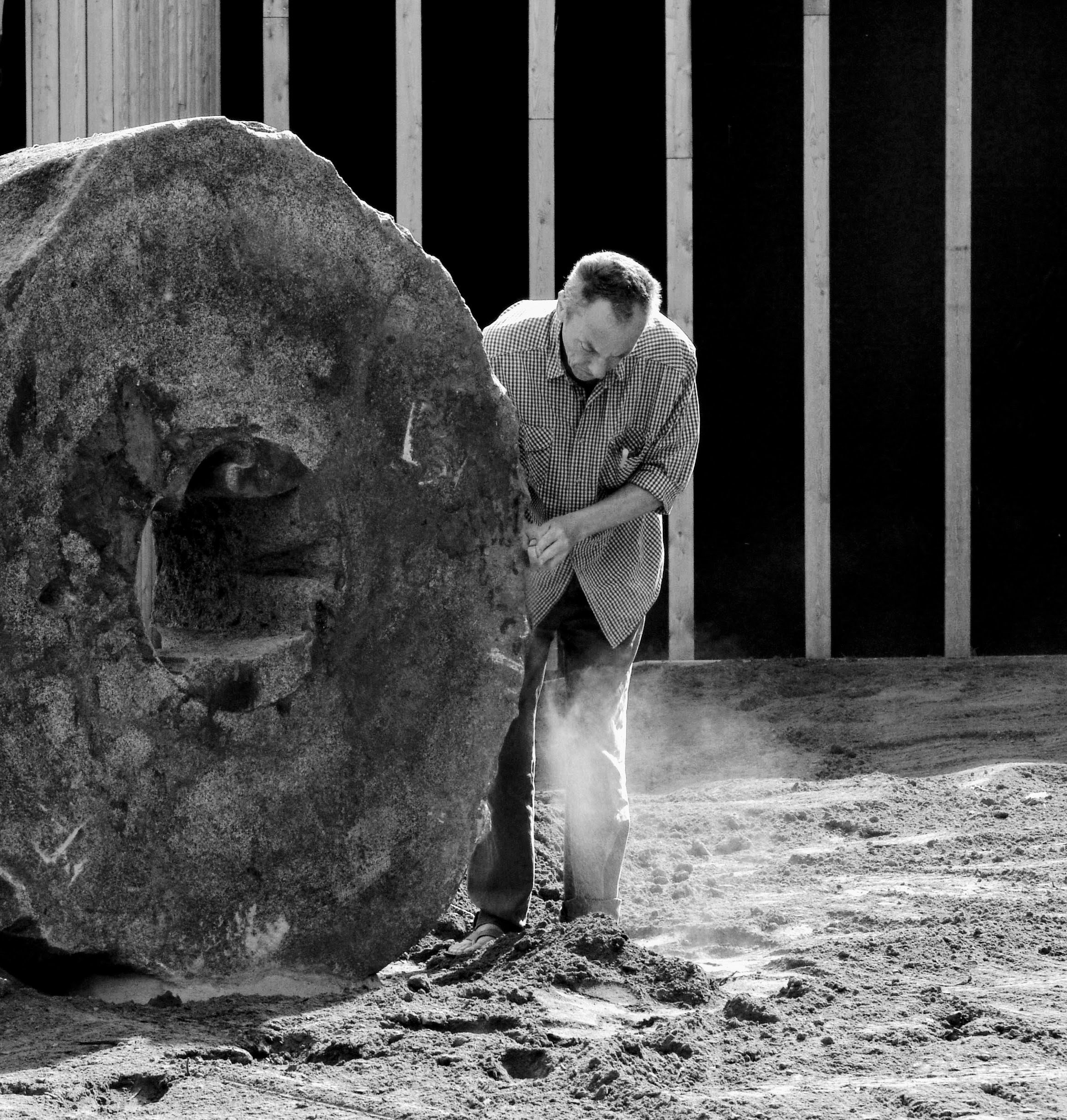
Guy Rombouts, 2012

Guy Rombouts (Geel, 1949) es un pintor, escritor y creador de op-art y de arte visual belga, reconocido por haber creado distintas obras en Ámsterdam junto a su pareja Monica Droste y por la elaboración de libros de ilustraciones. Vive y trabaja en la ciudad de Amberes. 
Rombouts trabajó como artista gráfico en la imprenta de su familia. Su bisabuelo (Hendrik) se hizo cargo de la Nieuwsblad van Geel en 1893 de manos de los hermanos Cremers y Jan Frans Biddeloo. Posteriormente, su abuelo (Frans) y su padre (Karel) se convirtieron en los directores de este periódico. El propio Rombouts también participó en esta revista católica hasta que decidió convertirse en artista en 1975.
Desde los años 1970 trabaja en sistemas de comunicación alternativos.  Su fascinación por el lenguaje y las letras le llevó al Diccionario de tres letras en 1983.
Rombouts ha trabajado con distintos medios, incluyendo serigrafía, esculturas, intervenciones en lugares públicos, dibujos u otros objetos.  
Muchas de las obras de Rombouts se encuentran en la colección del Museo de Arte Contemporáneo de Amberes. Estos trabajos también se puede encontrar como arte integrado a los espacios públicos de Bruselas, Amberes y Malinas.

### Azart

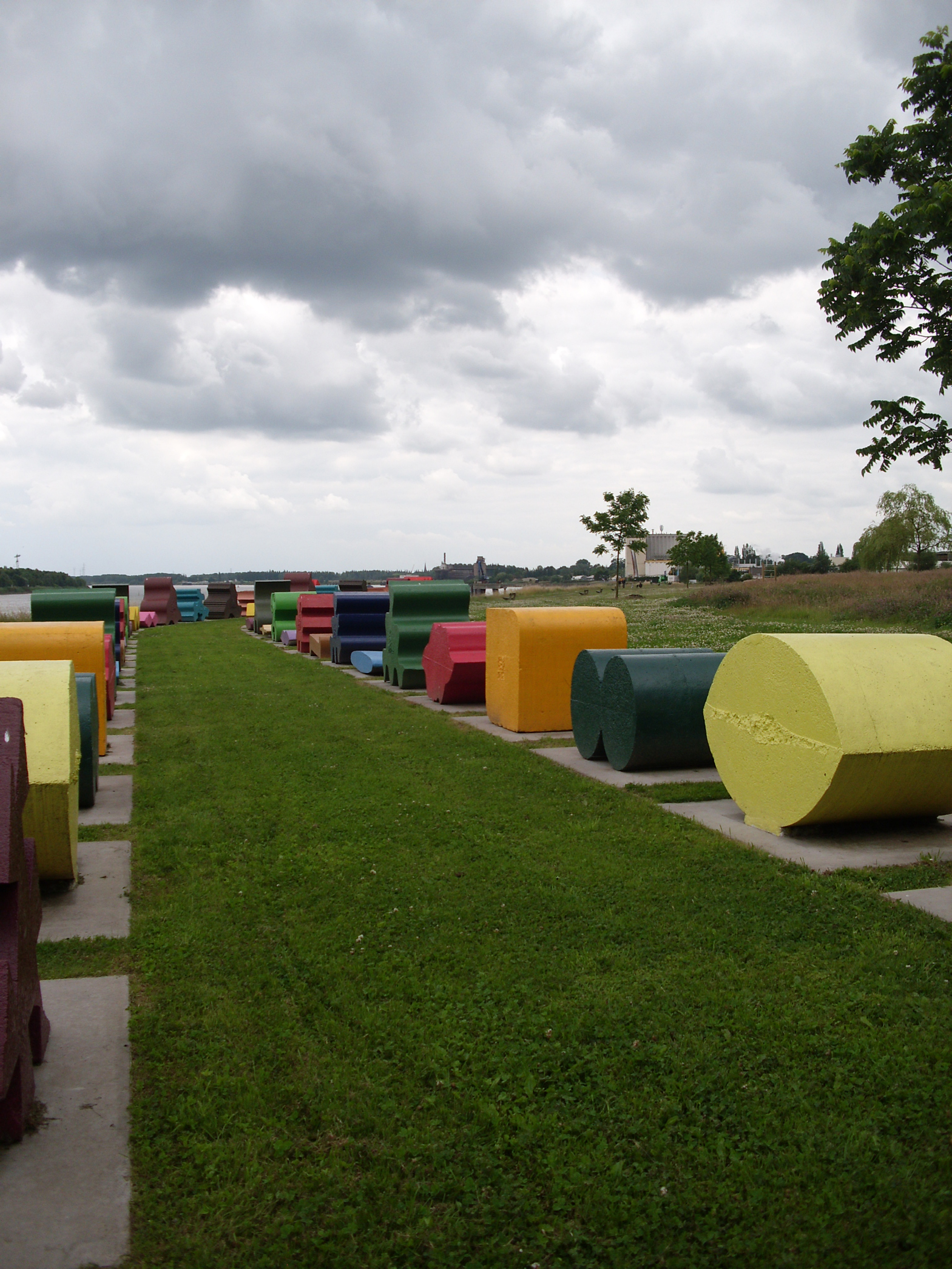
El Jardín de Letras

Destaca la creación del Azart, un alfabeto creado por Guy Rombouts y Monica Droste a mediados de 1980. Este alfabeto se origina a partir de la palabra francesa hasard, y es un alfabeto en el que las letras toman forma semejante a una línea, que se relacionan con una palabra, sonido y/o color. Este alfabeto único, refleja una notable relación innovadora entre lenguaje e imagen. 
Sobre esta base crea principalmente obras de arte tridimensionales. Una de las primeras obras con las que él, junto con Droste, se dio a conocer fuera del mundo del arte fue el diseño de Letter Bridges (1994) en la isla de Java en Ámsterdam. 
Se estima que unas nueve personas pueden leer Azart sin necesidad de consultar un manual. En 2015, un estudiante de la academia de arte Sint Lucas en Amberes diseñó una fuente utilizable para usar Azart en ordenadores.
Azart se puede utilizar a través de un sitio web que consiste en una plataforma donde el usuario puede utilizar dicho alfabeto para crear formas con palabras. El sitio fue desarrollado por el músico y editor Teun De Lange.